# 矢吹公郎
矢吹 公郎（やぶき きみお、1934年12月6日 - ）は、日本の男性アニメーション演出家・アニメ監督。福島県西白河郡東村（現・白河市）出身。

## 来歴
福島県立白河高等学校を卒業、東京芸術大学美術部鋳金科入学。1958年、大学卒業とともに東映京都撮影所に入社。マキノ雅弘、佐々木康らの助監督を務める。1962年、東映動画演出部へ転属。
『狼少年ケン』の第7話ではじめてアニメーションの演出を手がける。『少年忍者風のフジ丸』にて作画監督の楠部大吉郎に演出技術の指導を受ける。『ひみつのアッコちゃん』、『タイガーマスク』などで演出家として活躍。1968年には映画『長靴をはいた猫』を監督。モスクワ国際映画祭「児童・青少年映画」部門美術家同盟賞、モスクワ国際映画祭児童にとって最もユーモラスな映画賞等を受賞。1970年、東映演出CM部に転属。1973年に東映を退社しフリーとなる。『一休さん』、『The・かぼちゃワイン』などの監督、チーフ・ディレクターを務める。プロデュースした『赤い鳥のこころ』の第1話は、ミラノの国際映画祭で短編アニメ部門第1位を受賞。
テレビアニメ、劇場用映画での活躍の一方、教育用の短編映画でも監督、演出、脚本として多数参加している。
2014年、東京アニメアワード2014にてアニメ産業・文化の発展に大きく貢献した人を顕彰する「アニメ功労賞」の監督部門を受賞した。

## 参加作品

### テレビアニメ
1963年
- 狼少年ケン（演出）

1964年
- 少年忍者風のフジ丸（演出）

1965年
- ハッスルパンチ（演出）

1966年
- 海賊王子（演出）

1969年
- ひみつのアッコちゃん（演出）
- タイガーマスク（演出）

1972年
- カリメロ（監修）

1973年
- ドロロンえん魔くん（チーフディレクター・演出）

1975年
- 少年徳川家康（チーフディレクター）
- 一休さん（監督・演出）

1977年
- バーバパパ（監修）

1979年
- 日本名作童話シリーズ 赤い鳥のこころ（プロデューサー）

1982年
- The・かぼちゃワイン（チーフディレクター・演出）

1983年
- どくとるマンボウ&怪盗ジバコ 宇宙より愛をこめて（演出・作詞）
- 吾輩は犬である ドン松五郎の生活（監督）

1989年
- ジャングルブック・少年モーグリ（シリーズ構成）

### 劇場アニメ
1963年
- わんぱく王子の大蛇退治（演出助手）

1964年
- 狼少年ケン トーテンポールの魔人 ピストル騒動（演出）
- 少年忍者 風のフジ丸 謎のアラビヤ人形（演出）

1965年
- 少年忍者 風のフジ丸 まぼろし魔術団（演出）

1968年
- 劇場版アンデルセン物語（演出）

1969年
- 長靴をはいた猫（監督）

1970年
- チュウチュウバンバン（演出）

1976年
- 一休さん（監督）

1977年
- 一休さん ちえくらべ（演出主任）

1978年
- 一休さんとやんちゃ姫（監督）

1980年
- 世界名作童話 森は生きている（監督・脚本）

1981年
- 世界名作童話 白鳥の湖（監督・演出）

1982年
- 一休さん 春だ！やんちゃ姫（監督）

1984年
- The・かぼちゃワイン ニタの愛情物語（監督）

1985年
- Rainbow Brite And The Star Stealer（監督）魔法少女レインボーブライト劇場版。

1987年
- なっちゃんの赤いてぶくろ（脚本）

1992年
- リトルツインズ　ぼくらの夏が飛んでいく（チーフプロデューサー）

### OVA
1988年
- 宇宙家族カールビンソン（監督）

1992年
- リトルツインズ（チーフプロデューサー）

### 教育用・PR用アニメ
1972年
- 生きているってすばらしい!（監督）

1973年
- あんじゅとずしおう（脚本・演出）

1975年
- 花のき村と盗人たち（脚本・演出）

1978年
- ごんぎつね（監督・脚本）

1980年
- お百姓の足 坊さんの足（演出）

1982年
- おば捨て山の月（脚本・演出）

1985年
- おじいさんのランプ（監督・脚本）

1987年
- 春らんまん結婚記（作画監督）
- 海のコウモリ（監督）
- ベロ出しチョンマ（監督）
- おかあさんの木（監督）

1989年
- こぎつねコンとこだぬきポン（監督）
- 未来からのメッセージ（監督）

1990年
- 新ちゃんがないた!（監督）

1993年
- わすれるもんか!（監督・脚本）
- 金色のクジラ（監督）

1999年
- はとよひろしまの空を（監督・脚本）
- しらんぷり（監督・脚本）